# Râul Pleșca, Talna
Râul Pleșca, Talna este un curs de apă, afluent de stânga al râului Talna din județul Satu Mare, România. 